# Теорема Кнастера — Тарського
Нехай D — {\displaystyle \omega }-область, {\displaystyle \varphi :D\to D} — неперервне відображення задане на цій області. Тоді існує найменша нерухома точка {\displaystyle \varphi }, яка позначається {\displaystyle lfp\ \varphi }, для якої справедлива формула:
{\displaystyle lfp\ \varphi =\bigsqcup _{i\in \omega }\varphi ^{(i)}(\perp )},
де {\displaystyle \varphi ^{(0)}(\perp )=\perp \ \varphi ^{(i+1)}(\perp )=\varphi (\varphi ^{(i)}(\perp )),\,i\in \omega }
Альфред Тарський сформулював теорему в її найзагальнішій формі

## Доведення
Доведення складається з трьох частин:
- Доведення факту, що множина {\displaystyle \{\varphi ^{(i)}(\perp )\}i\in \omega } — ланцюг (тому її супремум {\displaystyle \bigsqcup _{i\in \omega }\varphi ^{(i)}(\perp )} існує).
- Доведення того, що {\displaystyle \bigsqcup _{i\in \omega }\varphi ^{(i)}(\perp )} є нерухомою точкою {\displaystyle \varphi }.
- Доведення, що {\displaystyle \bigsqcup _{i\in \omega }\varphi ^{(i)}(\perp )} є найменшою з нерухомих точок {\displaystyle \varphi }.

## Використані терміни

### Омега-область
Множина D — {\displaystyle \omega }-область (також вживається термін індуктивна множина, {\displaystyle \omega }-домен), якщо
- на D введено частковий порядок {\displaystyle \leq }
- в D існує найменший елемент {\displaystyle \perp }
- D є повною частково впорядкованою множиною

## Зноски
1. ↑  Tarski, Alfred (1 червня 1955). A lattice-theoretical fixpoint theorem and its applications. Pacific Journal of Mathematics. 5 (2): 285—309. doi:http://dx.doi.org/10.2140/pjm.1955.5.285. {{cite journal}}: Зовнішнє посилання в |doi= (довідка); Перевірте значення |doi= (довідка)